# Ian Mahinmi
Ian Mahinmi (født 5. november 1986 i Rouen, Frankrig) er en fransk basketballspiller, der spiller som forward/center i NBA-klubben ndiana Pacers. Mahinmi blev draftet til ligaen i 2005, og har tidligere spillet for San Antonio Spurs.

## Klubber
- 2005-2010: San Antonio Spurs
- 2010-: Dallas Mavericks